# 퀜텐 마르티누스
퀜텐 마르티누스 (1991년 3월 7일 ~ )는 퀴라소의 전 축구 선수로 과거 공격수로 활약하였다.

## 통계
| 퀴라소 | 퀴라소 | 퀴라소 |
| 연도   | 출전   | 골     |
| ------ | ------ | ------ |
| 2014   | 1      | 0      |
| 2015   | 2      | 0      |
| 합계   | 3      | 0      |